# Hubert Hoelzke
Hubert Hoelzke (* 13. September 1925 in Berlin; † 28. Oktober 2018 ebenda) war ein deutscher Drehbuchautor, Schauspieler und Regisseur.

## Leben
Nach der Absolvierung des Notabiturs im Jahr 1943 wurde Hoelzke zum Dienst in der Kriegsmarine herangezogen. Nach dem Ende des Zweiten Weltkriegs sammelte er erste Erfahrungen als Schauspieler bei der Künstlerarbeitsgemeinschaft in Calbe. Im Anschluss ging er an eine Schauspielschule in Magdeburg und war an mehreren Theatern tätig. 1954 kehrte er nach Berlin zurück und war seit 1955 auch als Schauspieler vor allem für das Fernsehen tätig. 1956 gab er mit dem Film  Vorsicht, bissig! sein Debüt als Fernsehregisseur. Bis einschließlich 1988 folgten annähernd 40 Regiearbeiten, darunter mit Alwin der Letzte auch ein DEFA-Kinofilm. Ab 1961 trat er auch als Drehbuchautor in Erscheinung. So war er an mehreren Kurzfilmen der Reihe Das Stacheltier beteiligt. Hoelzke legte sich in seiner Arbeit nie auf ein einziges Genre fest. 
Ab 1951 war er privat wie beruflich eng mit der Schauspielerin Evamaria Bath verbunden. Die beiden haben eine gemeinsame Tochter und den Sohn Christian Hoelzke, der ebenfalls Schauspieler wurde.

## Filmografie (Auswahl)

### Als Regisseur
- 1960: Alwin der Letzte
- 1966: Kriminalfälle ohne Beispiel: Der Fall Rohrbach
- 1968: Kriminalfälle ohne Beispiel: Die Dominas-Bande (Fernsehfilm; 2 Teile)
- 1972: Polizeiruf 110: Das Ende einer Mondscheinfahrt
- 1976: Fernsehpitaval (Fernsehserie, 1 Folge)
- 1977: Zweite Liebe – ehrenamtlich (Fernsehfilm)
- 1978: Härtetest
- 1980: Unser Mann ist König (Fernsehserie)
- 1983: Märkische Chronik, 1. Staffel
- 1983: Spinnefix
- 1987: Polizeiruf 110: Die letzte Kundin
- 1988: Polizeiruf 110: Eine unruhige Nacht
- 1989: Märkische Chronik, 2. Staffel

### Als Drehbuchautor
- 1962: Das Stacheltier (Kurzfilmreihe, mehrere Produktionen)

### Als Darsteller
- 1955: Star mit fremden Federn
- 1959: Ware für Katalonien
- 1959:  Das Feuerzeug
- 1959: Weimarer Pitaval: Der Fall Harry Domela (Fernsehreihe)
- 1960: Silvesterpunsch
- 1961: Das Stacheltier: Ein Pferd müßte man haben (Kurzfilm)
- 1961: Der Fall Gleiwitz
- 1963: Reserviert für den Tod
- 1963: Jetzt und in der Stunde meines Todes
- 1967: Meine Freundin Sybille
- 1967: Blaulicht – Nachtstreife (TV-Reihe)
- 1969: Im Himmel ist doch Jahrmarkt
- 1972: Der Mann, der nach der Oma kam
- 1974: Die Frauen der Wardins (Fernseh-Dreiteiler)
- 1978: Der Meisterdieb (Fernsehfilm)
- 1979: Polizeiruf 110: Die letzte Fahrt
- 1979: Polizeiruf 110: Am Abgrund
- 1980: Der Baulöwe
- 1980: Unser Mann ist König (Fernsehserie)
- 1989: Grüne Hochzeit

## Theater

### Darsteller
- 1957: Paul Lincke: Frau Luna (Fritz Steppke) – Regie: Wolfgang E. Struck (Metropol-Theater Berlin)

### Regie
- 1961: Hans-Albert Pederzani: Die Jagd nach dem Stiefel – (Theater der Freundschaft Berlin)
- 1995: Patrick Süskind: Der Kontrabaß – (Mitteldeutsches Landestheater Wittenberg)

## Hörspiele
- 1969: Fritz Selbmann: Ein weiter Weg – Regie: Fritz-Ernst Fechner (Hörspiel (8 Teile) – Rundfunk der DDR)